# Söderåkra kyrka
Söderåkra kyrka är en kyrkobyggnad i Växjö stift. Den har det alltjämt använda namnet Sophia Magdalena och är församlingskyrka i Söderåkra församling.

## Kyrkobyggnaden
På den plats där nuvarande kyrkan är belägen har minst tre kyrkor uppförts. Den första kända kyrkan torde uppförts under 1200-talet. Den verkar ha tillhört den typ av kyrkor som kallas ”Kalmarkustkyrka” – en tornlös stenkyrka bestående av flera våningar som haft olika funktioner. En ofta antagen funktion har varit försvar, men belägg saknas. Även andra funktioner måste tas i beaktande. (Denna typ av kyrkor finns i bland annat Kläckeberga, och  Halltorp).
Under nordiska sjuårskriget (1563–1570) brändes kyrkan och prästgården. Kyrkan byggdes upp på nytt 1571. År 1756 utökades kyrkan med korsarmar på grund av den stora trängseln i kyrkorummet.
Under slutet av 1700-talet fattade församlingen beslutet att bygga en helt ny, rymlig kyrka. Kyrkan uppfördes i Gustaviansk stil år 1794–1795, på samma plats där byns tidigare kyrkor stått sedan tidig medeltid. Byggmästarna N Wahlqvist och S J Lundgren ansvarade för bygget. Kyrkobyggnaden uppfördes delvis efter församlingens egna ritningsförslag upprättade av Andreas Törnberg och omarbetade av Överintendentsämbetet och delvis efter byggmästarnas egna intentioner.
Sveriges kung Gustav IV Adolf besökte byggnadsplatsen och beslutade namnge kyrkan efter sin mor Sofia Magdalena. Den 6 juni 1797 invigdes kyrkan av dåvarande hovpredikanten och kyrkoherden i Ljungby Ludvig Mörner.
Kyrkobyggnaden som är uppförd i sten och spritputsad består av ett rektangulärt långhus med kor i öster och en sakristia på norra sidan i anslutning till koret.Tornet i väster är försett med en sluten lanternin med en mindre spira. (Tornur insattes i lanterninen 1804).
Interiören som är av salkyrkotyp präglas av ljus och rymd. Koret avskiljs av en låg triumfbåge. Kyrkorummet täcks av putsat tunnvalv.
Renoveringar och restaureringar har skett: 1884,  1912–1915, 1947, 1957 och 1974.

## Inventarier
- Dopfunten är delvis från medeltiden.
- Predikstolen i rokoko är tillverkad 1796 av bonden Anders Ohlsson.
- Träreliefer i koret med motiv:”Den gode Herden” är utförda 1947 av konstnären Gunnar Torhamn.
- Sluten bänkinredningen från kyrkans byggnadstid, delvis moderniserad.
- Orgelläktare med utsvängt mittstycke.

## Orgeln

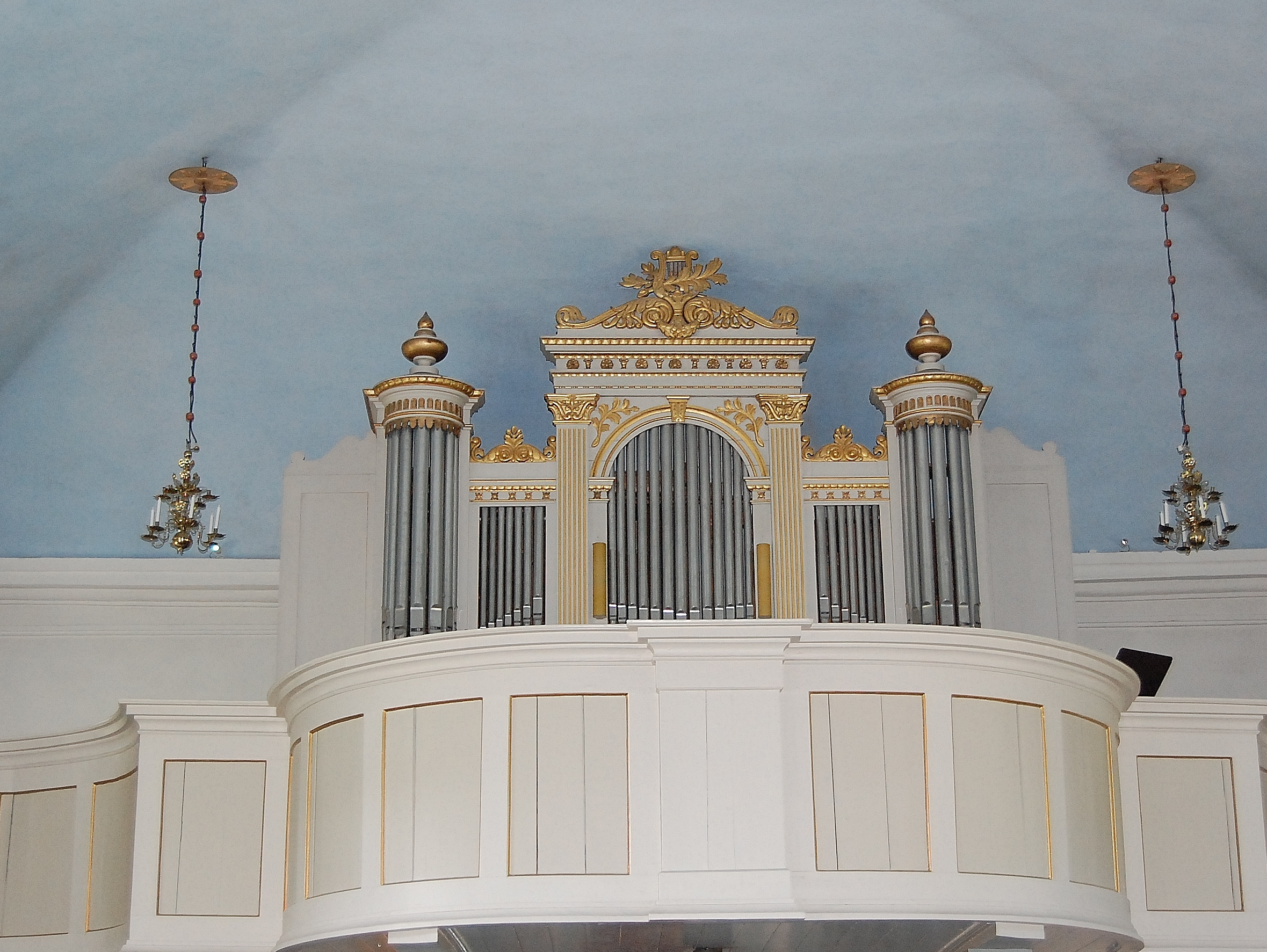
Läktarorgeln med Magnussons och Johanssons fasad

- 1857 byggdes en läktarorgel av Johannes Magnusson från Lemnhults socken tillsammans med Carl August Johansson, den orgeln hade 26 stämmor.
- 1917 ersattes Magnusson/Johanssons orgelverk mot ett nytt byggt av Olof Hammarberg med 21 stämmor.
- 1955 utbyttes 1917 års orgelverk mot ett nytt tillverkat av Olof Hammarberg med 20 stämmor. Orgelfasaden från 1857 behölls. Orgeln är pneumatisk och har en fri kombinations samt automatisk pedalväxling.

| Huvudverk I   | Svällverk II       | Pedal        | Koppel |
| Borduna 16’   | Rörflöjt 8’        | Subbas 16’   | II/I   |
| Principal 8’  | Salicional 8’      | Oktava 8’    | II/Ped |
| Gedakt 8’     | Principal 4’       | Nachthorn 4’ | I/Ped. |
| Oktava 4’     | Flöjt oktaviant 4’ |              |        |
| Flöjt 4’      | Nasard 2 2⁄3'      |              |        |
| Oktava 2'     | Svegel 2'          |              |        |
| Mixtur 3 chor | Ters 1 3⁄5’        |              |        |
| Trumpet 8'    | Scharf 2 ch        |              |        |

## Bildgalleri

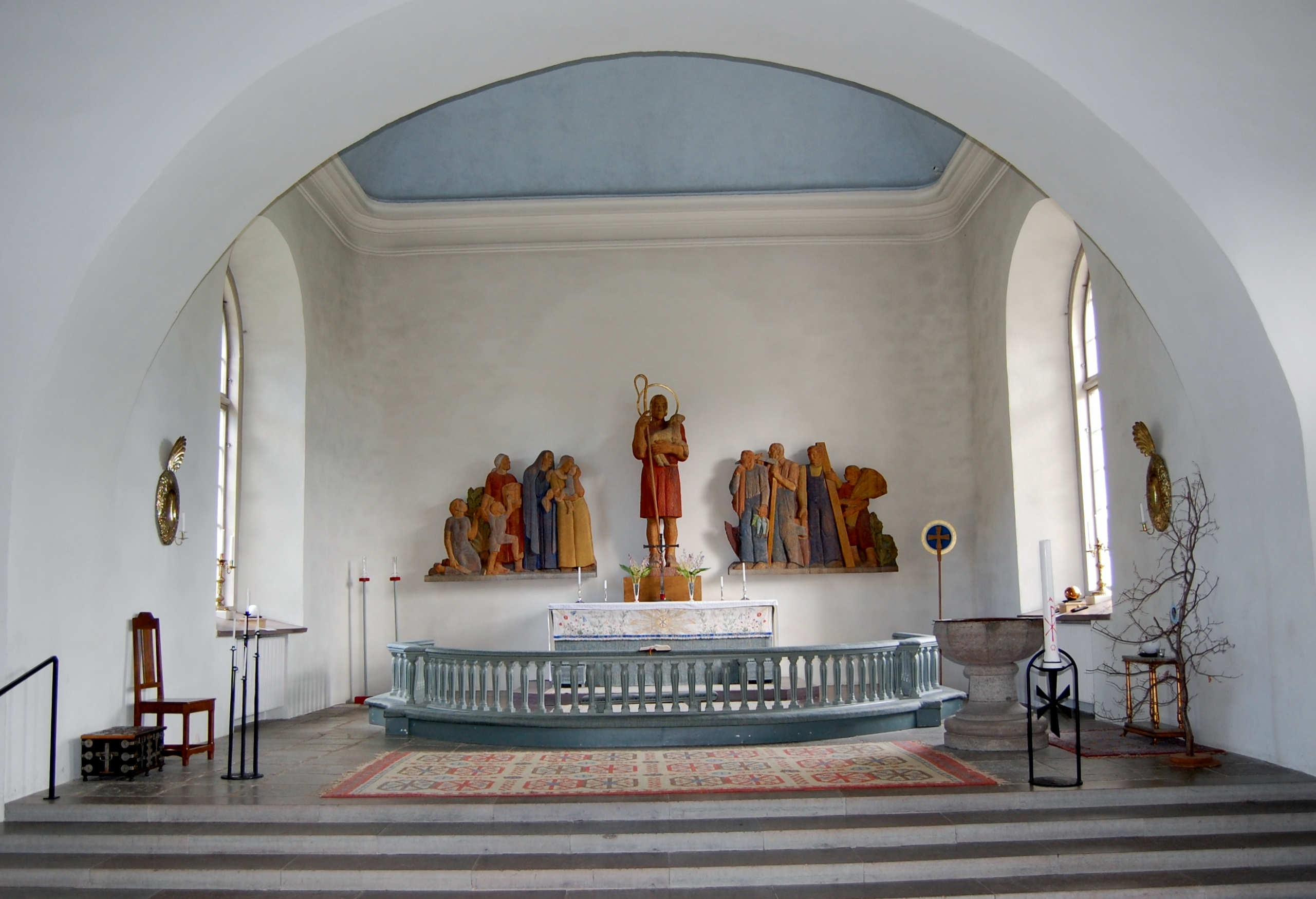
Koret
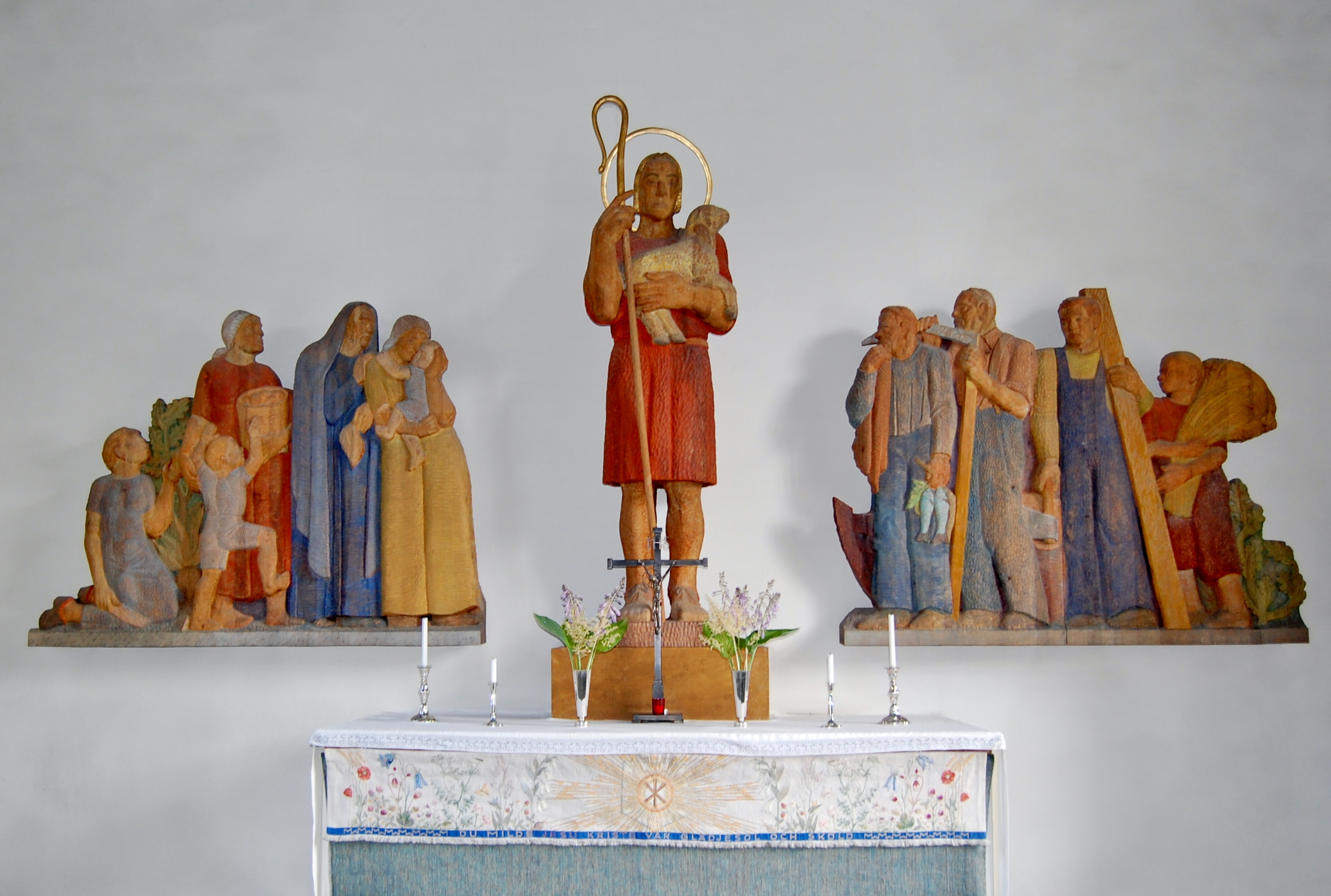
Skulptursvit:Den gode Herden utförd 1947 av Gunnar Torhamn
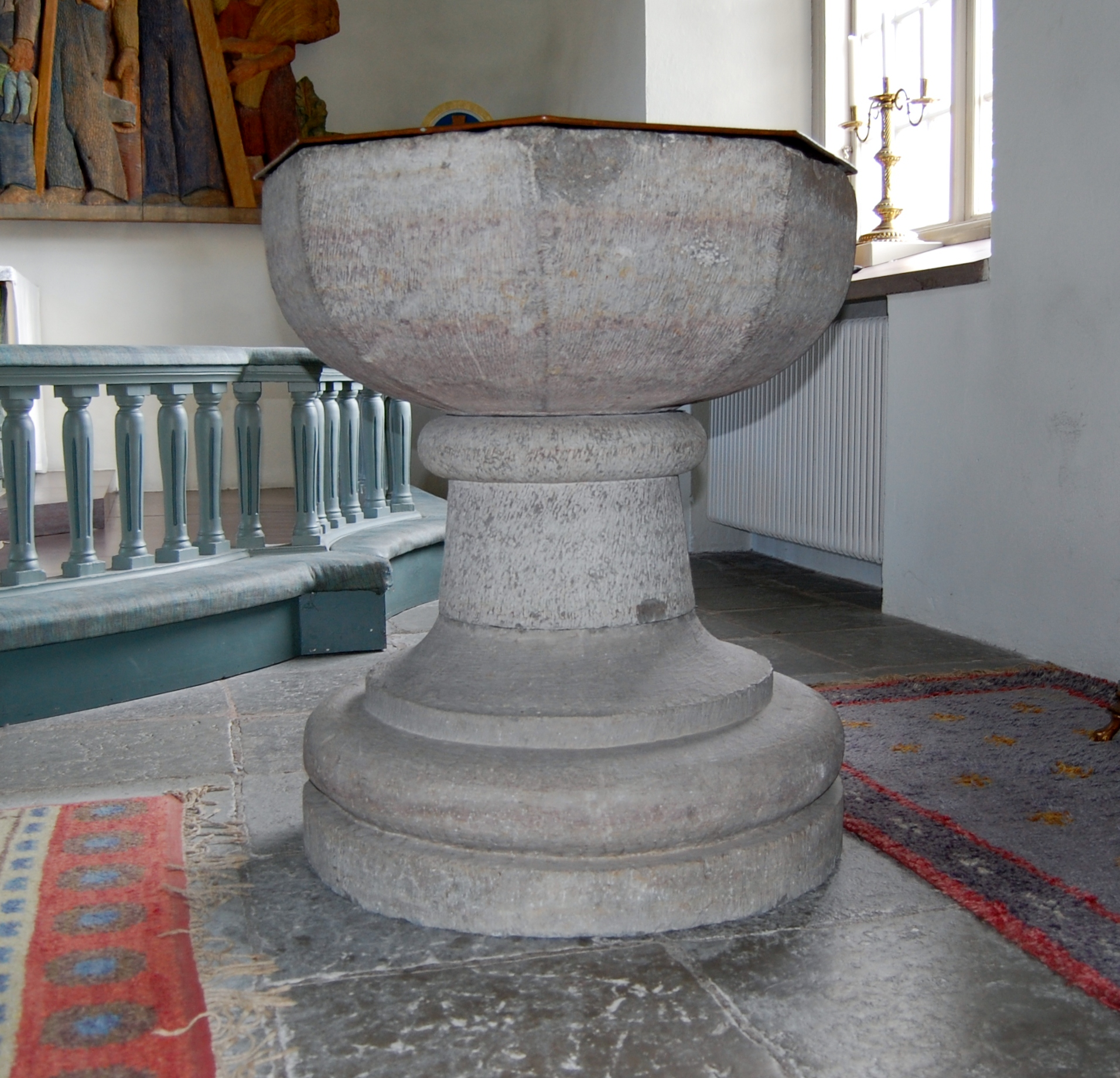
Medeltida dopfunt
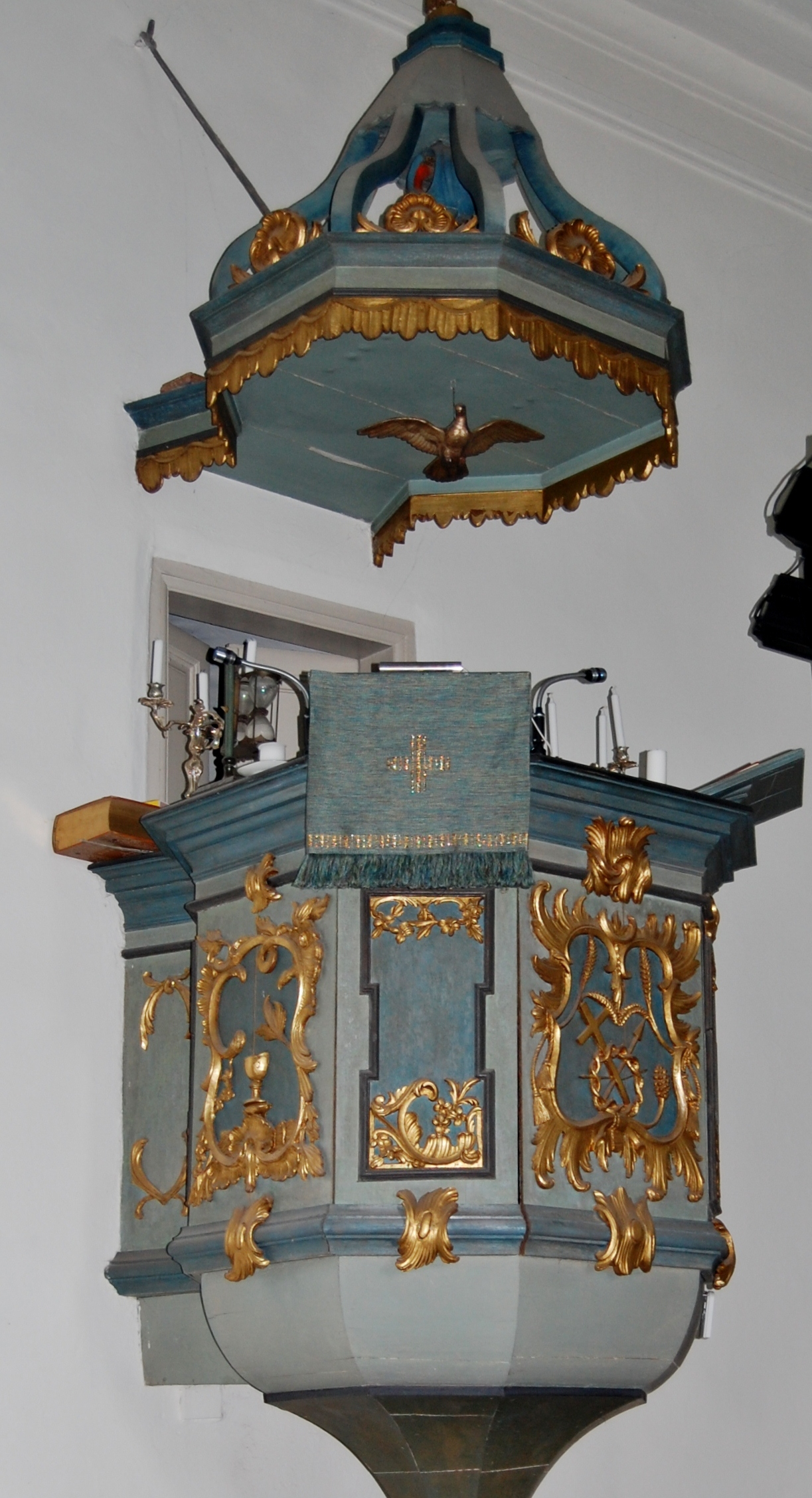
Predikstol i rokoko
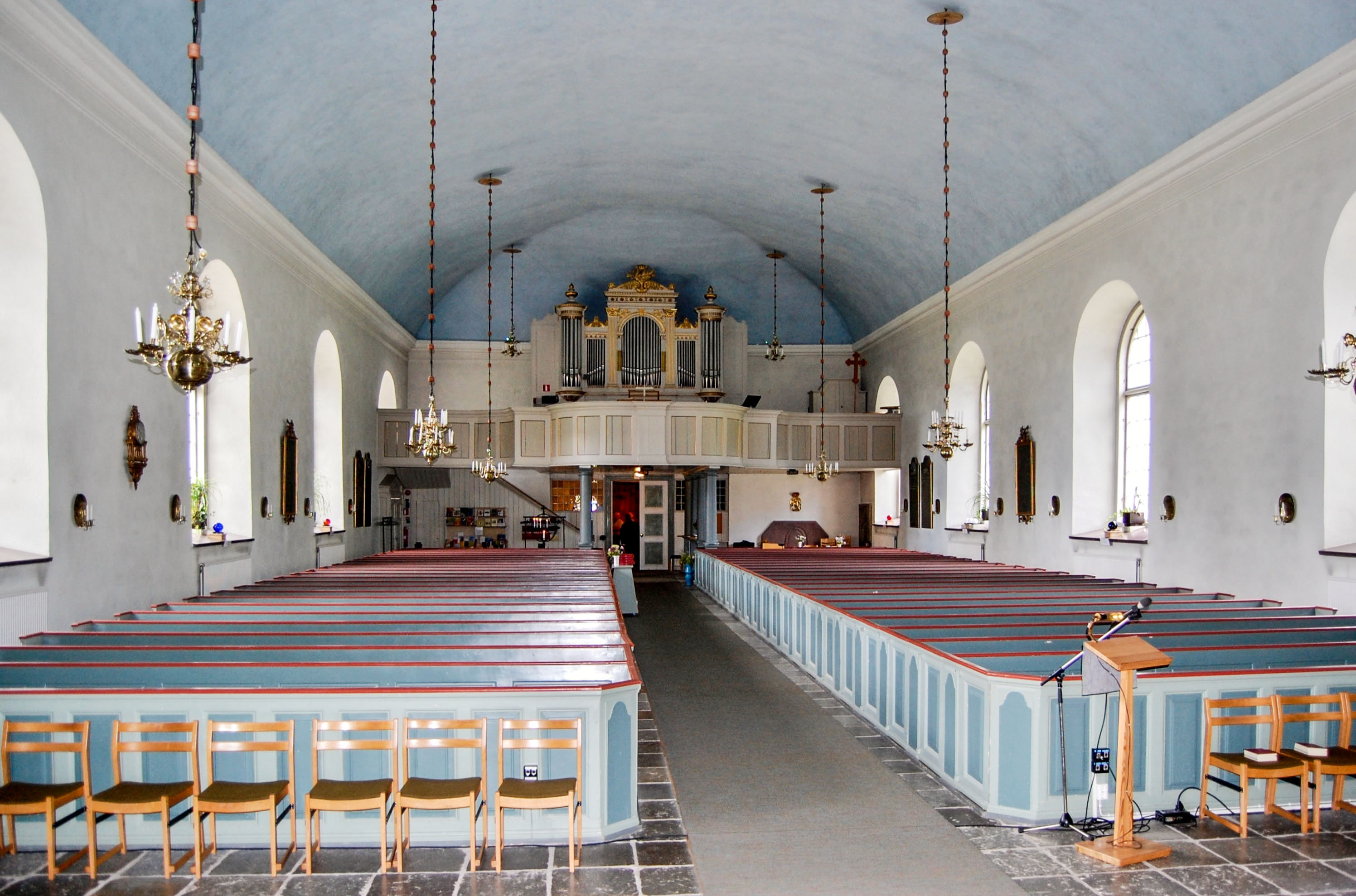
Kyrkorummet mot väster